# Vasút utca (Brassó)
A brassói Vasút utca (románul: Bulevardul Iuliu Maniu, németül: Bahnhofstrasse) egyike Bolonya városnegyed két fő sugárútjának (a másik a Kút utca – Bulevardul 15 Noiembrie, Brunnengasse). A Székelyföld és Moldva felé induló forgalmas kereskedelmi útvonal mentén alakult ki a 15. században.

## Elnevezése
A mai Vasút utca kezdeti részét (a városkaputól a Hátulsó utcai – ma Str. A.I. Cuza – elágazásig) Korcsma utcának, az ezen túlit (a leprakórházra utalva) Ápolda utcának nevezték. Ami az előbbi részt illeti, 1498-ban Infra portam descendendo ad siculos és Ascendendo Blumenaw a spiritu sancto neveken említik, 1751-ben pedig feljegyzik a Schenkgasse és Weinschenkgasse neveket. Az ezt folytató, kórház környéki részt 1529-ben Circa Leprosos-ként említik, 1575-ben Kem Seichhof; majd a 18–19. században Siechhofsgasse és Seuchesgasse.
1887-től az egész utcát Vasút utcának (Bahnhofstrasse) nevezik, mivel ez vitt a régi, 1873-ban megnyitott főpályaudvar felé. Megjegyzendő, hogy ez volt az első brassói közterület, melynek német neve Strasse (út) és nem Gasse (utca) volt. A román hatalomátvétel után, 1926-tól hivatalos neve Iuliu Maniu, a kommunizmus alatt Karl Marx, majd 1991-től ismét Iuliu Maniu.

## Története
Bolonya középső része – a Kút utca és a Vasút utca területe – volt a városrész legkésőbb beépült helye. E két utca közül a Vasút utca volt a fő sugárút és a városnegyed „főutcája”, a Székelyföld és Moldva felé tartó kereskedelmi útvonal kezdete. Gazdasági jelentőségének köszönhetően igen sűrűn lakták; már 1498-ban 94 háztartást jegyeztek fel (magyarok és szászok).
Az utca első ismert épülete a középkori leprakórház és a hozzá tartozó Szent Borbála kápolna (a mai bolonyai szász evangélikus templom helyén). Bár legelőször 1413-ban említik, a kórház valószínűleg korábban, a 13–14. századi leprajárványok idején épült. Később menhelyként szolgált, ahol dolgozni nem tudó, idős vagy fogyatékos emberek éltek. A menhelyet 1727-ben bontották le, a kápolna helyén pedig 1777-ben felépítették a bolonyai szász evangélikus templomot.
A Tömös-csatornán már a 16. században kőhíd vezetett át, az utcát pedig fűzfák szegélyezték, melyek helyére az 1850-es években nyárfákat ültettek (ezek a 20. század elejéig álltak).

## Leírása
Kezdeti része délnyugat-északkelet, folytatása nyugat-kelet irányban húzódik. Hossza 1,2 kilométer, autók számára két (egyes helyeken három-négy) sávos, egyirányú út. Nagyrészt ma is a középkori országút nyomvonalát követi: az egykori Kapu utcai kapu környékéről indul, délről megkerüli a Fellegvár-hegyet, majd a Hátulsó utcai elágazás után keleti irányba fordul és a Közigazgatási központnál egyesül a Kút utcával.
Ismertebb épületei:
- 2. A brassói magyar evangélikus templom, késői barokk stílusú épület; 1783-ban építették fel a város magyar lutheránusai, miután korábbi templomaikból a szászok kiszorították őket.[8]
- 32. Az egykori Pest szálló. A két világháború között a magyar evangélikus egyházközség tulajdona, majd a kommunisták államosították és iskolát és bentlakást rendeztek be benne; később ismét szálloda volt, jelenleg vállalatok székhelye.[9]
- A szász evangélikus templom, a Kertész utca (str. Cantacuzino) sarkán, az egykori leprakórház középkori kápolnájának helyén.
- 35. Altenheim Blumenau, a német evangélikusok által fenntartott idősek otthona. Az épület az 1930-as években épült idős nők (főként a világháborúban elesettek özvegyeinek) otthonaként.[10]
- 41A. A Transilvania Egyetem aulája.
- 47. Az egykori Nivea gyár, jelenleg irodaház. 1923-ban létesült Leo néven, mint Románia legelső kozmetikum-laboratóriuma és -gyára. Később a német Chlorodont leányvállalata lett, majd a kommunista hatalomátvétel után a Nivea része. Az 1980-as években nemzetközi hírnevű vállalat volt, több, mint száz féle termékkel. A rendszerváltás után a Colgate-Palmolive tulajdonába jutott, amely 2009-ben a termelést Bulgáriába költöztette, az épületet pedig irodaházzá alakították.[11]
- 50. A Transilvania Egyetem „P” szárnya (matematika és informatika karok); modern, négyszintes iskolaépület.
- 52. Az egykori Ipariskola. 1910 körül épült szecessziós stílusban, mint a Brassói Magyar Királyi Állami Ipariskola székhelye; a tantermeket magába foglaló főépület mellett bentlakás, műhelyek, raktárak, szolgálati lakás is helyet kapott.[12] A román hatalomátvétel után is ipariskolaként működött tovább, 1961–2004 között a Hidromecanica iskolaközpontnak adott otthont, 2004-től Iosif Șilimon szakközépiskola.[13]
- 56. Ceasu' Rău, ismert és nagymúltú brassói vendéglő. Nevét („rossz óra”) állítólag az 1950-es években a homlokzatra kihelyezett óráról kapta (korábbi neve Timișul, azaz Tömös volt).

### Műemlékek
Az utcából három épület szerepel a romániai műemlékek jegyzékében.
| Házszám | Kép | Megnevezés                         | Építés dátuma | Műemlék kódja   |
| ------- | --- | ---------------------------------- | ------------- | --------------- |
| 2       |     | Brassói magyar evangélikus templom | 1783          | BV-II-m-B-11462 |
| 3       |     | Lakóház                            | 18. század    | BV-II-m-B-11463 |
| 20      |     | Lakóház                            | 18. század    | BV-II-m-B-11464 |